# 岡田優奈
岡田 優奈（おかだ ゆうな、1970年7月22日 - ）は、日本の元AV女優。
兵庫県出身。血液型：A型。身長：156cm、スリーサイズ：B85 / W59 / H89。

## 略歴
- 1989年、「優奈の幸福論」でAVデビュー。「ビデオ情報」の1990年11月号で岡田優奈完全カタログとして特集された。

## 作品

### アダルトビデオ
- 優奈の幸福論（メディアステーション）
- 春一番の恋だから（メディアステーション）
- 限りなく淫景の部屋　〜ひとり暮らしの女〜（クリスタル映像）
- メインディッシュ　〜わたしはレアでかたずけて〜（クリスタル映像）
- 乱れ八方ツクツクボウシ（クリスタル映像）
- 新任教師はあぶないバニー（コロナ）
- 半熟トマト割り（九鬼）
- とろける課外授業（九鬼）
- マイルーム　Oh!マイドリーム　Vol.7　恥ずかしいおねだり（九鬼）
- エッチとの遭遇（ジェット）
- 愛さずにいられない（アトラス21）
- 一番しゃぶり　〜上手いはずです。〜（アトラス21）
- 姉妹天国　〜危機七発〜（アトラス21）- 共演：庄司みゆき、木田彩水、山下麻衣、林かづき、森山愛里、弓月薫
- 胸さわぎの乙女たち　第二話　クラスメイトの下半身（ステラ）- 共演：山下麻衣
- 胸さわぎの乙女たち　第三話　あぶない課外授業（ステラ）- 共演：小沢奈美
- 性体実験室　〜絶頂可憐アイドル〜（ステラ）
- 抱きしめたい　YOUR　EYES　ONLY（エル）
- いけない電気アンマ（アリスJAPAN）
- 無敵のヴィーナス（新東宝）
- 危険な姦係 （コロナ）

### テレビドラマ
- いつか誰かと朝帰りッ （フジテレビ）

### 写真集
- マドンナメイト写真集岡田優奈（1991年、マドンナ社）

### 雑誌
- アップル通信 1990年12月号（表紙）